# Pilea pteropodon
Pilea pteropodon är en nässelväxtart som beskrevs av Hugh Algernon Weddell. Pilea pteropodon ingår i släktet pileor, och familjen nässelväxter. Inga underarter finns listade i Catalogue of Life.